# Allotrichoma pluvialis
Allotrichoma pluvialis är en tvåvingeart som beskrevs av Giordani Soika 1956. Allotrichoma pluvialis ingår i släktet Allotrichoma och familjen vattenflugor.
Artens utbredningsområde är Kongo. Inga underarter finns listade i Catalogue of Life.